# Forêt nationale de Bitterroot
Pour les articles homonymes, voir Bitterroot (homonymie).
La forêt nationale de Bitterroot est une forêt fédérale protégée située dans l'État du Montana et de l'Idaho, aux États-Unis.
Elle s'étend sur une surface de 6 500 km2 et a été créée en 1907.